# TORFL
O Teste de Russo  como língua estrangeira (russo: Тест по русскому языку как иностранному ou ТРКИ; inglês: Test of Russian as a Foreign Language ou TORFL) é uma prova padronizada do idioma russo, supervisionada pelo Ministério da Educação e Ciência da Federação Russa. A prova consiste de seis níveis, de acordo com o proposto pela Associação de Testes de Linguagem da Europa (ALTE) e pelo Quadro Europeu Comum de Referência para Línguas. 

## Conteúdo do teste
Cada nível está dividido em cinco subtestes: Gramática e Vocabulário, Escrita, Fala, Escuta e Leitura. É necessário obter um mínimo de 66% de acertos em cada um dos subtestes.